# Ерхадыта
Ерхадыта (устар. Ер-Хадыта) — река в Ямальском районе Ямало-Ненецкого АО. Перед устьем протекает через озёра Хадытато и озеро Ярсалинский Сор. Впадает у села Яр-Сале в протоку Оби Большая Юмба в 27 км по левому берегу. Длина реки — 60 км.
- В 8 км по левому берегу впадает приток Ябтахадыто[4].
- В 14 км по правому берегу — Варыхадыта[4].

В Государственном каталоге географических названий Ерхадыта определена как приток реки Варыхадыта.

## Данные водного реестра
По данным государственного водного реестра России относится к Нижнеобскому бассейновому округу, водохозяйственный участок реки — Обь от города Салехард и до устья, речной подбассейн реки — бассейны притоков Оби ниже впадения Северной Сосьвы. Речной бассейн реки — (Нижняя) Обь от впадения Иртыша.